# Dirac, Charente
Dirac är en kommun i departementet Charente i regionen Nouvelle-Aquitaine i västra Frankrike. Kommunen ligger  i kantonen Soyaux som ligger i arrondissementet Angoulême. År 2022 hade Dirac 1 509 invånare.

## Befolkningsutveckling
Antalet invånare i kommunen Dirac
Referens:INSEE